# Comissão Chatenet
A Comissão Chatenet foi a terceira e última Comissão da Comunidade Europeia da Energia Atómica (Euratom), de 1962 a 1967. O seu presidente foi o francês Pierre Chatenet. Através do Tratado de Fusão, a Euratom foi integrada na Comunidade Europeia do Carvão e do Aço e na Comunidade Económica Europeia, em 1967, de modo a constituir a Comunidade Europeia.